# 金曜おもろライブ
金曜おもろライブ（きんようおもろライブ）は、NHK沖縄放送局が2009年度から2011年度まで3年間局内で行ったライブイベント。

## 概要
主に沖縄県内で活動する様々なジャンルのアーティストの活動をテレビを通じて紹介し、より身近に感じてもらうことを目的とし、毎週金曜日19時からおよそ20分間、沖縄局1階ロビーにて開催された。イベント当日に放送される『NEWSおきなわ610』内のコーナー「ナマから調査隊」にてゲストの紹介およびライブの告知が行われた。
東日本大震災の影響で、震災当日に開催が予定されていた「沖縄県立芸術大学音楽学部のみなさん」の公演が中止となり、以降も特別編成等の関係で5月までイベント、告知のための「ナマから調査隊」が中止され、6月に再開されたものの、2012年度改編に併せ「ナマから調査隊」コーナー廃止と共に終了した。